# Emily Willis
Litzy Lara Banulos (Argentina, 29 de desembre de 1998), més coneguda pel seu nom artístic Emily Willis, és una actriu pornogràfica i model eròtica estatunidenca d'origen argentí.

## Biografia
Nascuda a l'Argentina, va viure allà fins als 7 anys quan la seva mare, en casar-se per segona vegada amb un nord-americà, es va traslladar a viure a St. George, Utah. El nou matrimoni va educar Emily, per via paternal, sota la doctrina del Moviment dels Sants dels Últims Dies, creença amb què es va criar fins complir la majoria d'edat.
Després d'un període a San Diego, on va treballar com a repartidora i en altres treballs temporals. El primer contacte amb el món del porno va ser a través de Tinder, on va conèixer l'amo del portal web Girls Do Porn. Va ser doncs quan va començar el seu interés per la indústria pornogràfica. L'octubre del 2017, va debutar amb 18 anys com a actriu pornogràfica.
Com a actriu ha treballat per a estudis com Pure Taboo, MetArt, Lethal Hardcore, Hard X, Hustler, Nubiles, Twistys, Evil Angel, Digital Sense, New Sensations, Girlfriends Films, Deeper, Tushy, Blacked, Vixen, Lesbian X o Porn Pros, entre d'altres.
El 2019 va rebre diverses nominacions als Premis AVN i als XBIZ com a Millor actriu revelació. El maig d'aquell mateix any va ser triada Penthouse Pets de la revista Penthouse.
El gener del 2021 es va alçar amb els premis XBIZ i AVN a l'Artista femenina de l'any.
Fins ara, ha rodat més de 590 pel·lícules.
Algunes de les seves pel·lícules més conegudes són: Absolutely Fuckable 2, Anal Beauties, Bratty Step Sisters, Hookup Hotshot Sex Tapes 5, Lesbian Ghost Stories 4, Lesbian Legal 13, Mother- Daughter Exchange Club 52 o Sex With My Younger Sister 3.

## Polèmica
El 12 d'octubre de 2021, l'actriu va presentar una demanda per difamació contra les també actrius pornogràfiques Gianna Dior i Adria Rae, a qui va acusar de publicar als seus perfils de Twitter informació contra ella i "publicar mentides de manera imprudent i maliciosa" cap a la seva persona. La demanda, presentada a la Cort Superior de Los Angeles, al·lega que els tuits en qüestió "tenien la intenció de danyar directament la reputació professional, el caràcter, el comerç i els negocis de [Willis]" i que Dior i Rae, juntament amb 10 acusats més també nomenats en la demanda, van actuar de manera "deliberada, maliciosa, opressiva i menyspreable amb el ple coneixement de l'efecte advers de les seves accions" per atacar Willis.